# Bakay Kornél
Bakay Kornél (Kalocsa, 1940. május 27. –) magyar régész, tanár, múzeumigazgató.

## Élete
Egyetemi tanulmányait az ELTE Bölcsészettudományi Karán végezte, ahol régészet-tanár szakon végzett 1963-ban. Munkáiban és kutatásai során főként a magyar őstörténettel, a magyar államalapítás korával, az eurázsiai népvándorláskorral és az európai középkorral foglalkozik. 
Írásaiban, előadásaiban tagadja a magyar nyelv finnugor eredetét. A finnugor eredetet a magyar és a nemzetközi nyelvtudomány (így a Magyar Tudományos Akadémia is) egyaránt elfogadja.
1963-tól 1965-ig a Magyar Tudományos Akadémia elnöki ösztöndíjasa, majd 1972-ig az MTA Régészeti Intézetének tudományos munkatársa és a régészeti topográfia részleg vezetője volt. 1977-ben lett a Kőszegi Városi Múzeum igazgatója. 1980–81-ben a szombathelyi Berzsenyi Dániel Tanárképző Főiskolán, majd az Egri Tanárképző Főiskola Budapesti Tagozatán tanított, mint óraadó tanár. 1994-ben és 2002-ben a MIÉP országgyűlési képviselőjelöltje volt.
1996 őszétől   a Miskolci Bölcsész Egyesület Nagy Lajos Király Magánegyetemének Magyar Történelmi Tanszékén tanszékvezető tanár lett. Az intézmény doktori tanácsa 2000 májusában díszdoktorrá választotta. 2000 őszén egy Közép-Ázsiai Kutató ösztöndíj segítségével Kazahsztánban vett részt ásatásokon, 2001-ben tanulmányutat tett Örményországban. 2008 őszétől a Szent Korona Szabadegyetem őstörténet-történelem tanszék tanszékvezető tanára.
2002-ben kezdeményezte a Kőszeg melletti Szálasi-bunker feltárását, amit anyagi okokból fel kellett függeszteni.
2004-ben alternatív általános iskolai történelemtankönyv-sorozatot indított (első kötete: Történelem 5. osztályosoknak) Harangozó Imrével és Molnár V. Józseffel közösen. A sorozat nagy botrányt kavart. A kritikusok kiemelték, hogy a könyv nem a történelem hiteles bemutatását, hanem hamis nemzeti mítoszok építését célozza. Így például – tankönyvtől szokatlan módon – a könyvek sokszor tagadó formában fogalmaznak: a közismert tények átértelmezése a céljuk, nem pedig azok egyszerű bemutatása.  A hazai és nemzetközi szaktudományos közmegegyezéssel egyaránt ellentétes állításai miatt a könyveket nem nyilvánították tankönyvvé.
2013-ban a Magyar Érdemrend tisztikeresztje (polgári tagozat) kitüntetésben részesült. A kitüntetés hatására megújultak az ellene irányuló kritikák.

### Karrierje a kommunista állampártban
Bakay Kornél 1967-ben belépett a Magyar Szocialista Munkáspártba (MSZMP). Bakay 1963-tól 1972-ig régészként az MTA Régészeti Intézetének tudományos kutatója volt. 1972-ben, mindössze 31 évesen kinevezték a Somogy megyei múzeumi szervezet igazgatójának.

## A „Horthy katonái – Szálasi nyilasai” kiállítás
2003-ban a kőszegi Jurisics Vármúzeumban megrendezett Horthy katonái – Szálasi nyilasai című  kiállítássa számos negatív kritikát kapott. 
Görgey Gábor kulturális miniszter és Kocsi László, a tárca politikai államtitkára közleményben tiltakoztak a kiállítás ellen, mely szerintük leegyszerűsítően és egyoldalúan mutatta be a Horthy- illetve Szálasi-korszakot. A Magyarországi Zsidó Hitközségek Szövetsége, valamint a Raoul Wallenberg Társaság szintén kérte a kiállítás bezárását.
Gál Vilmos, a Magyar Nemzeti Múzeum muzeológusa és Stark Tamás, a Magyar Tudományos Akadémia Történettudományi Intézetének munkatársa szakértői véleményükben olyan álláspontra helyezkedtek, miszerint a tárlat, bár hiányos és tendenciózus volt, de némi kiegészítéssel, kiigazítással megfelelően mutathatta volna be vállalt témáját. Gál Vilmos jelentésében túlzónak ítélte a média és a médiát befolyásoló szervezetek reakcióit.
Ennek ellenére a kiállítási tárgyakat kölcsönző magángyűjtők úgy döntöttek, visszavonják műtárgyaikat és dokumentumaikat a kiállításról, amelyet ezért be kellett zárni. Bakay Kornél szerint a magángyűjtők „a médiumok által gerjesztett nyomasztó légkörre hivatkozva” vonták vissza kölcsönzési engedélyüket és követelték vissza záros határidőn belül műtárgyaikat.

## Elismerései
- Magyar Örökség díj (2007)
- A Magyar Érdemrend tisztikeresztje (2013)
- A Magyar Érdemrend parancsnoki keresztje (2020)[11]

## Könyvei
- Régészeti tanulmányok a magyar államalapítás kérdéséhez. Pécs, 1965
- Scythian rattles in the Carpathian Basin and their eastern connections. Bp., 1971. Akadémiai Kiadó (Amsterdam: Hakkert)
- Somogyi múzeumok közleményei I. (Főszerk.: Bakay Kornél). Kaposvár, 1973. Somogy Megyei Múzeumok Igazgatósága
- Somogyi múzeumok közleményei II. (Főszerk.: Bakay Kornél). Kaposvár, 1975. Somogy Megyei Múzeumok Igazgatósága
- A magyar államalapítás. Bp., 1978. Gondolat
- Honfoglalás- és államalapítás-kori temetők az Ipoly mentén. Szentendre, 1978. Pest Megyei Múzeumok Igazgatósága
- Nyugat-Dunántúl egyházi művészete Kőszeg Tábornokház. 1980. Vas Megyei Múzeumok Igazgatósága
- Békés megye régészeti topográfiája (Szerk.: Bakay Kornél) Bp., 1982. Akadémiai Kiadó
- Képek Kőszeg történetéből A Jurisich Miklós Múzeum állandó kiállítása Kőszeg-Vár Bilder aus der Geschichte von Kőszeg Die ständige Ausstellung des Jurisich Miklós Museums Kőszeg-Burg. Szombathely, 1983. Vas Megyei Múzeumok Igazgatósága
- Somogyvár, Bencés apátság romjai. Veszprém, 1985
- Kőszeg, Jurisics vár. Veszprém, 1985
- Kőszeg, középkori védművek. Veszprém, 1985
- Kőszeg, polgárházak, paloták. Veszprém, 1986
- Kőszeg, Burg und Stadtmauern. Veszprém, 1988
- Ragyogj cserkészliliom! Debrecen, 1989. Metrum
- Feltárul a múlt? A múlt jövője. Bp., 1989. Múzsák
- Szent László király somogyvári apátsága. Székesfehérvár, 1993
- A Kőszegi Önkéntes Tűzoltó Egyesület rövid története, 1868–1993. Kőszeg, 1993, Kőszegi Önkéntes Tűzoltó Egyesület
- Szász Béla: A húnok története Attila nagykirály [a bev. tanulmányt írta és az irodalomjegyzéket átdolgozta Bakay Kornél]. Bp., 1994. Szabad Tér (Bp., 2001. Gede Testvérek)
- Kik vagyunk? Honnan jöttünk? Szombathely, 1994. Tradorg-e & Tikett
- Sacra Corona Hungariae. Kőszeg, 1994. Vár Múzeum
- Castrum Kwszug a kőszegi felsővár és a milléniumi kilátó. Kőszeg, 1996. Vár Múzeum
- Bakay Kornél-Varga Géza – Rabló, nomád hordák inváziója avagy A kincses Kelet örököseinek honalapítása? Bp., 1997. Írástörténeti Kutatóintézet
- Kőszeg, a Kőszegi-hegység műemlékei, nevezetességei. Bp., 1998
- Bendefy László-A magyarság kaukázusi őshazája Gyeretyán országa. (Bakay Kornél bevezetőjével) Bp., 1999
- A történész hivatása. Előadások, ünnepi beszédek az elmúlt évtizedekből. Székesfehérvár, 2000
- Az Árpádok országa. Őstörténetünk titkai. Bp, 2002
- A középkori Kőszeg. Kőszeg, 2001
- Magyar múlt-magyar jövő millenniumi emlékmű Velem-Novákfalva. Szombathely, 2001. Yeloprint
- Bakay Kornél – Harangozó Imre – Molnár V. József: Történelem 5. osztályosoknak – Alternatív történelem tankönyv 11-12 éves gyermekek számára. Bp., 2004. LGyE; Pdf-ben letölthető:
- Bakay Kornél – Csajághy György – Molnár V. József – Nagy Gyula: Történelem 6. osztályosoknak – Alternatív történelem tankönyv. Bp., 2005, LGyE
- Magyarnak lenni büszke gyönyörűség! Pomáz, 2004. Kráter Műhely Egyesület
- Őstörténetünk régészeti forrásai I-II. 1997, 1998. MBE I-III. Bp., 2004, 2004, 2005. László Gyula Egyesület
- J. J. M. De Groot: Hunok és kínaiak. A hunok története a Kr. sz. előtti évszázadokban – kínai források alapján [Közzétette és az előszót írta: Bakay Kornél]. Bp., 2006
- Bakay Kornél–Papp György: Lovasíjászat és őstörténet. Vasszilvágy, 2008
- Somogyvár. Szent László király somogyi apátsága. Bp., 2008
- Hogyan lettünk finnugorok? Bp., 2010
- Somogyvár. Szent Egyed-monostor. A somogyvári bencés apátság és védműveinek régészeti feltárása, 1972–2009; Műemlékek Nemzeti Gondnoksága, Bp., 2011
- Hogyan lettünk finnugorok?; Hun-idea, Bp., 2013 (Magyarságtudományi füzetek)
- Őstörténetünk régészeti forrásai; Budaházi Judit, Bp., 2013–
- Fegyverem a szó. Előadások, tanulmányok; Respenna, Bp., 2015